# Wild West Show

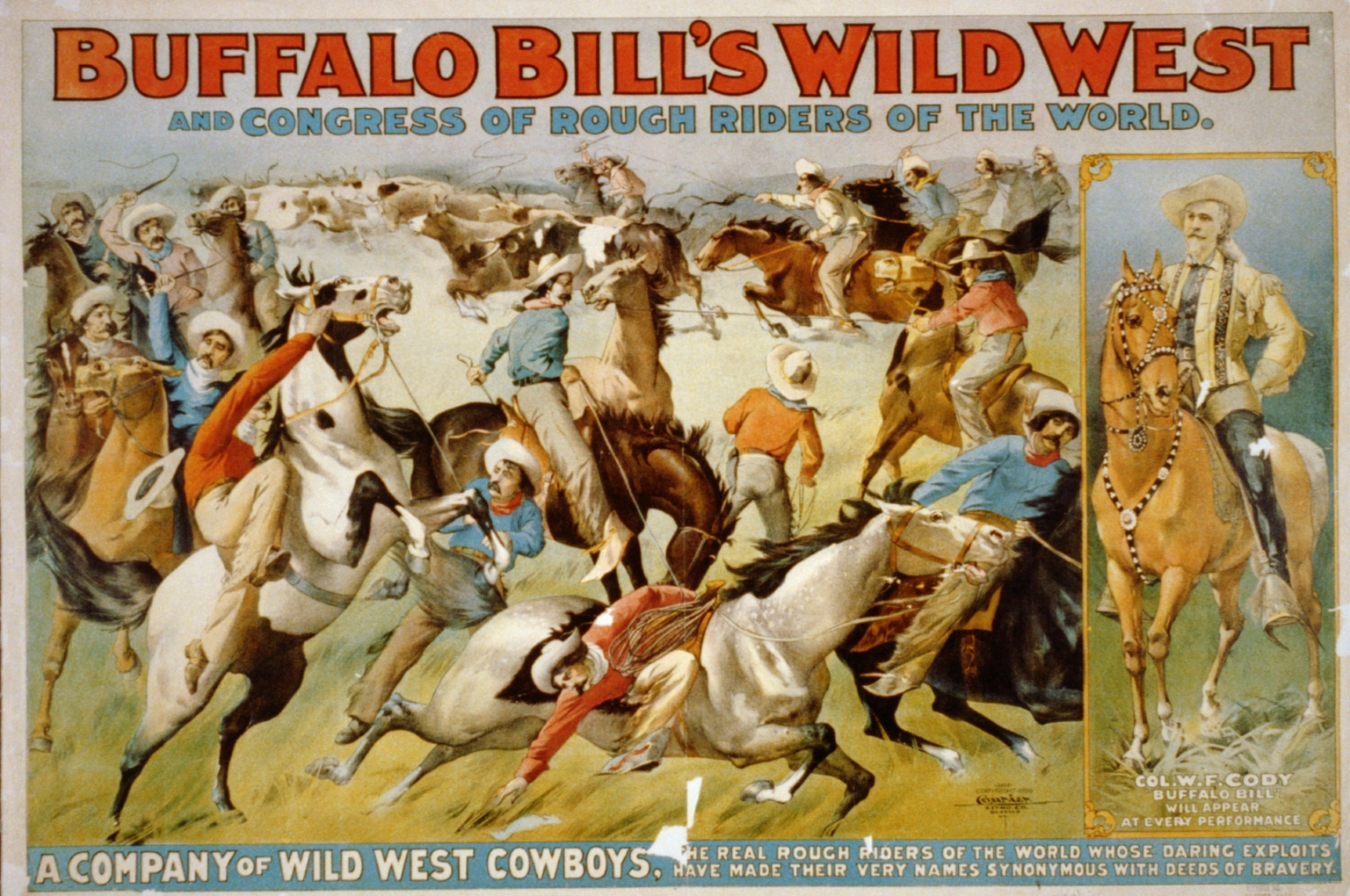
Buffalo Bill's Wild West e Congress of Rough Riders of the World - Poster che mostra i cowboy radunare il bestiame e il ritratto del Col. WF Cody a cavallo. c.1899.

I Wild West Show (spettacoli del selvaggio West) erano spettacoli di vaudeville itineranti prodotti e rappresentanti negli Stati Uniti e in Europa intorno al 1870-1920. Erano inizialmente delle produzioni teatrali all'aperto che raffiguravano stereotipi romantici di cowboy, indiani delle pianure, scout dell'esercito, fuorilegge e animali selvatici tipici del West americano. Mentre alcune delle trame e dei personaggi erano basati su eventi reali, altre erano fittizie o sensazionalistiche. I nativi americani in particolare erano ritratti in modo sensazionalistico e semplicistico. Gli spettacoli presentavano molti artisti e personalità occidentali e fornivano una rappresentazione romantica del frontiera americana.

## Storia

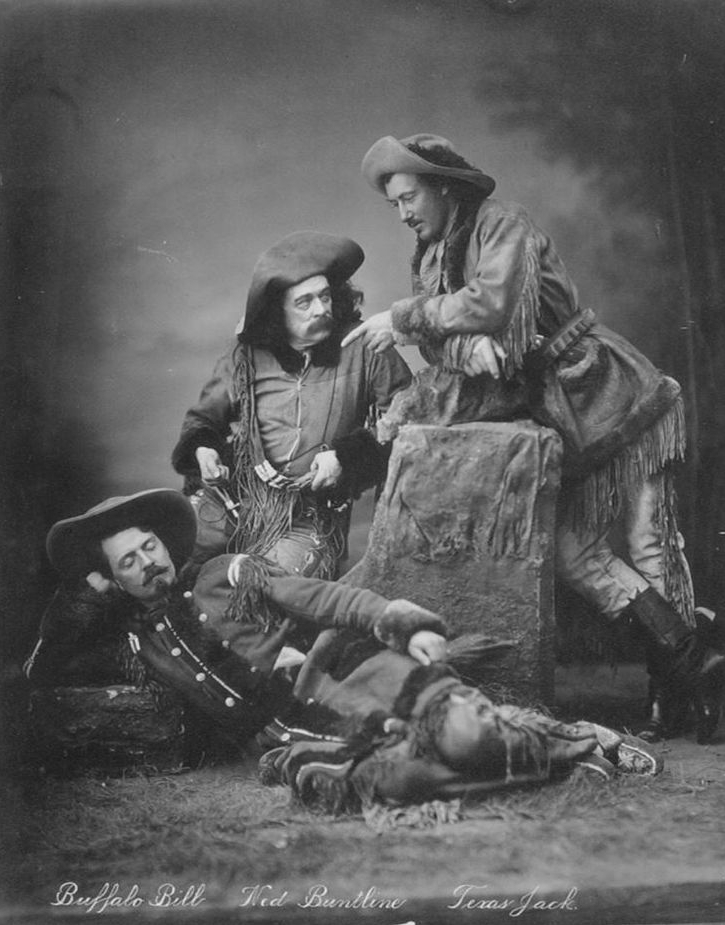
Buffalo Bill Cody, Ned Buntline, Texas Jack Omohundro in The Scouts of the Prairie, 1872.

Nel XIX secolo, dopo la guerra di secessione americana, le storie e i romanzi da dieci centesimi di dollaro che descrivevano il West americano e la vita di frontiera stavano diventando molto comuni. Nel 1869, l'autore Ned Buntline scrisse un romanzo sul cacciatore di bisonti, esploratore e guida dell'esercito americano William F. Buffalo Bill Cody e lo chiamò Buffalo Bill, il re degli uomini di confine, dopo che i due si incontrarono su un treno che andava dalla California al Nebraska. Nel dicembre 1872, il romanzo di Buntline si trasformò in una produzione teatrale quando The Scouts of the Prairie debuttò a Chicago. Lo spettacolo vide la partecipazione di Buntline, Cody, Texas Jack Omohundro e della ballerina di origine italiana Giuseppina Morlacchi e girò per il circuito dei teatri americani per due anni.
Buntline lasciò lo spettacolo e nel 1874 Cody fondò la Buffalo Bill Combination, in cui si esibiva per una parte dell'anno, mentre esplorava le praterie per la restante parte. Wild Bill Hickok si unì al gruppo per dare il titolo a una nuova commedia chiamata Scouts of the Plains. Hickok non amava recitare e venne espulso dal gruppo dopo uno spettacolo quando sparò a un riflettore che si era concentrato su di lui.
Texas Jack si separò da Cody nel 1877 e formò la sua compagnia di recitazione a St. Louis, conosciuta come "Texas Jack Combination", e nel maggio di quell'anno debuttò in Texas Jack nelle Black Hills. Altri spettacoli della combinazione eseguita includevano The Trapper's Daughter e Life on the Border.
Nel 1883, Cody fondò il Buffalo Bill's Wild West, un'attrazione all'aperto che andava in tournée tutti gli anni. Il nuovo spettacolo conteneva molta azione tra cui animali selvatici e rievocazioni teatrali. Tutti i tipi di personaggi della frontiera erano inseriti nel programma dello spettacolo. Erano in programma anche dimostrazioni di tiro al bersaglio. Venivano presentati anche eventi di rodeo, che coinvolgevano attività pericolose eseguite da cowboy con animali diversi. Fu il primo prototipo di spettacolo del selvaggio West, durato fino al 1915, e comprendeva rievocazioni teatrali di scene di battaglia, scene western caratteristiche e persino cacce.

## Il selvaggio West di Buffalo Bill

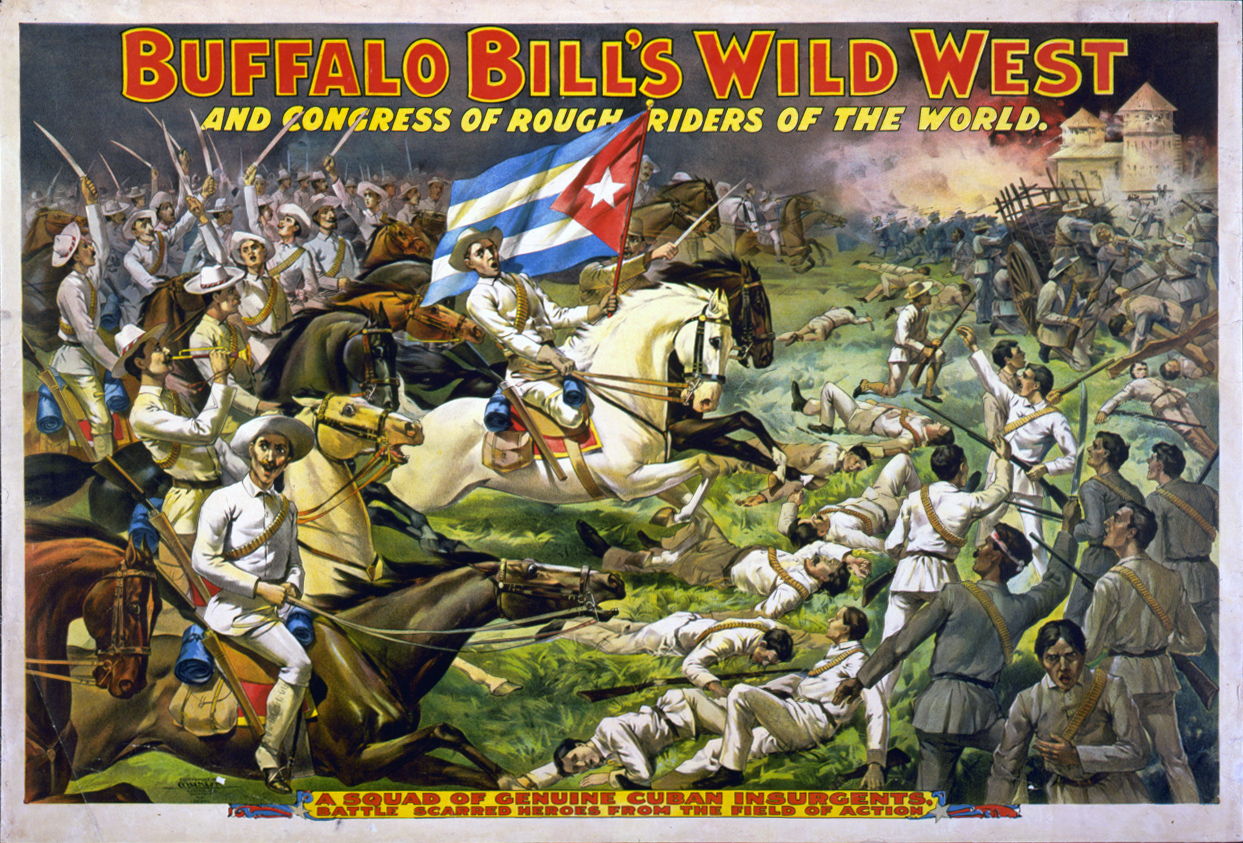
Poster raffigurante il selvaggio West di Buffalo Bill e il Congresso dei Rough Riders of the World che combattono i ribelli cubani, c. 1898.

Nel 1883, Buffalo Bill's Wild West fu fondato a North Platte, nel Nebraska, quando Buffalo Bill Cody trasformò la sua vera avventura della vita nel primo spettacolo western all'aperto. L'agente pubblicitario dello spettacolo, Arizona John Burke, impiegò tecniche innovative all'epoca, come testimonianze di celebrità, cartelle stampa, acrobazie pubblicitarie, articoli editoriali, cartelloni pubblicitari e licenze di prodotto, che contribuirono al successo e alla popolarità dello spettacolo.

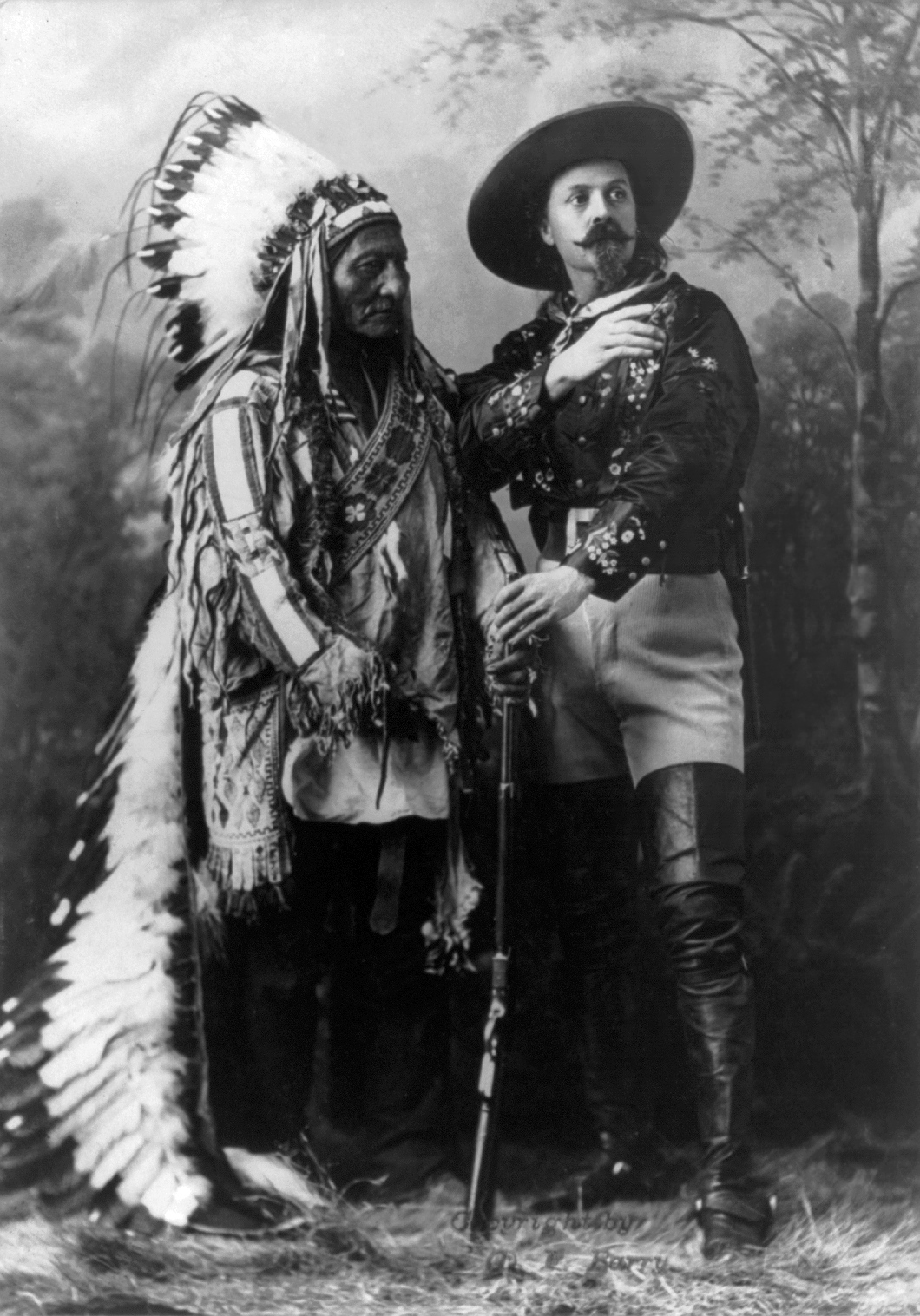
Toro Seduto e Buffalo Bill, 1885

Il selvaggio West di Buffalo Bill fece un giro in Europa otto volte, le prime quattro tra il 1887 e il 1892 e le ultime quattro dal 1902 al 1906. Il primo tour avvenne nel 1887 come parte dell'Esposizione americana, che coincise con il Giubileo d'oro della regina Vittoria. Il Principe di Galles, in seguito re Edoardo VII, richiese un'anteprima privata dello spettacolo Wild West e rimase abbastanza impressionato da organizzare un'esibizione per la regina Vittoria. La regina si godette lo spettacolo e incontrò gli artisti, preparando il terreno per un'altra esibizione, il 20 giugno 1887, per i suoi ospiti del Giubileo. Parteciparono i reali di tutta Europa, inclusi il futuro Kaiser Guglielmo II e il futuro re Giorgio V. Il Wild West di Buffalo Bill chiuse il suo successo a Londra, nell'ottobre 1887, dopo più di 300 spettacoli, con oltre 2,5 milioni di biglietti venduti. Il tour fece tappa a Birmingham e Manchester prima di tornare negli Stati Uniti nel maggio 1888 per un breve tour estivo.
Nel 1893, Cody cambiò il titolo in Wild West di Buffalo Bill e Congress of Rough Riders of the World e lo spettacolo venne tenuto alla Fiera mondiale di Chicago davanti a una folla di 18.000 persone. Questa performance diede un enorme contributo alla popolarità dello spettacolo. Lo spettacolo non era mai andato così bene come quell'anno. Nello stesso anno alla Fiera, Frederick Turner, un giovane studioso del Wisconsin, tenne un discorso che sancì la fine della prima tappa della storia americana. "La frontiera è andata", dichiarò.
Il selvaggio West di Buffalo Bill tornò in Europa nel dicembre 1902 per quattordici settimane a Londra, coronato da una visita del re Edoardo VII e del futuro re Giorgio V. Il selvaggio West viaggiò in tutta la Gran Bretagna in un tour nel 1902, nel 1903 e ,nel 1904, esibendosi in quasi tutte le città abbastanza grandi da sostenerlo. Il tour del 1905 iniziò ad aprile con una durata di due mesi a Parigi, dopodiché lo spettacolo viaggiò in giro per la Francia, eseguendo principalmente spettacoli di una notte, concludendosi a dicembre. La tournée finale, nel 1906, iniziò in Francia il 4 marzo e si trasferì rapidamente in Italia per due mesi. Lo spettacolo si spostò verso est, esibendosi in Austria, Balcani, Ungheria, Romania e Ucraina, prima di tornare a ovest per un tour in Polonia, Boemia (poi Repubblica Ceca), Germania e Belgio.
Nel 1894 le difficoltà dell'economia resero difficile permettersi i biglietti. Non aiutò il fatto che lo spettacolo fosse indirizzato nel sud in un anno in cui il cotone era stato allagato e c'era stata una depressione generale nell'area. Buffalo Bill perse molti soldi e cadde sull'orlo di un disastro finanziario. Subito dopo, e nel tentativo di recuperare l'equilibrio finanziario, firmò un contratto con Bonfil e Temmen con il quale vendeva loro lo spettacolo e rimaneva come semplice dipendente nell'attrazione del Sells-Floto Circus. Da questo punto, lo spettacolo iniziò una lenta agonia e nel 1913 lo spettacolo fu dichiarato fallito.

### Contenuto dello spettacolo

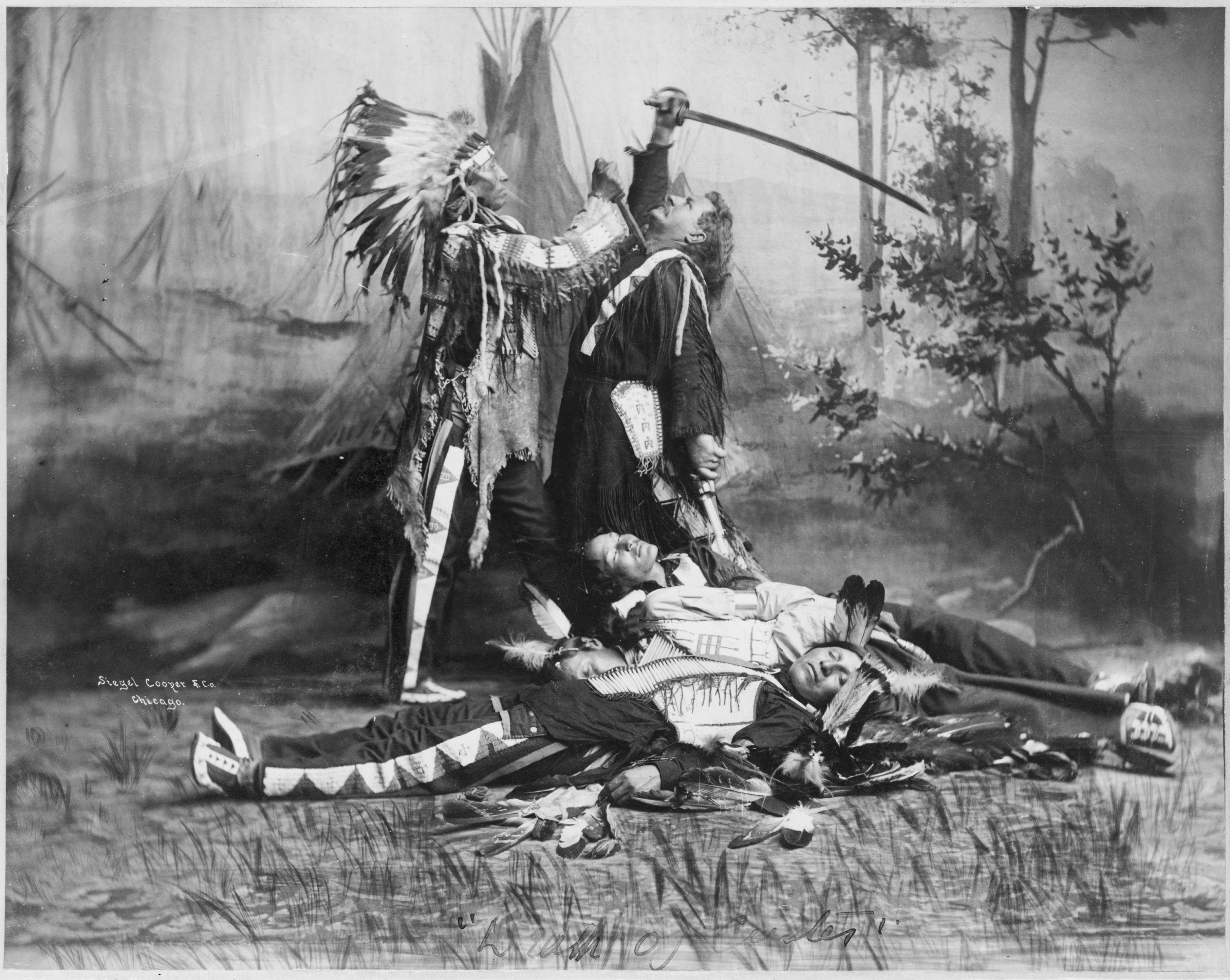
Rievocazione dell'ultima resistenza di Custer. c.1905

Gli spettacoli consistevano in rievocazioni della storia combinate con esibizioni di spettacolo, tiratori scelti, cacce, corse o eventi in stile rodeo. Ogni spettacolo durava 3-4 ore e attirava folle di migliaia di persone ogni giorno. Lo spettacolo iniziava con una sfilata a cavallo. La parata coinvolgeva enormi folle di pubblico e molti artisti, tra cui il Congresso dei Rough Riders.
Gli eventi includevano atti noti come la caccia al bisonte, l'assalto al treno, una battaglia indiana e il solito gran finale dello spettacolo, attacco alla capanna in fiamme, in cui gli indiani attaccavano la capanna di un colono e venivano respinti da Buffalo Bill, cowboy e messicani. Erano incluse anche scene semi-storiche come una prospettiva della battaglia del Little Bighorn o la carica sulla collina di San Juan. La rievocazione storica della battaglia del Little Bighorn, nota anche come "L'ultima resistenza di Custer", vedeva Buck Taylor nel ruolo del generale George Armstrong Custer. In questa battaglia, Custer e tutti gli uomini sotto il suo diretto comando venivano uccisi. Dopo la morte di Custer, arrivava Buffalo Bill, l'eroe, ma era troppo tardi. Vendicava Custer uccidendo e togliendo lo scalpo a Capelli biondi (chiamato anche Yellowhand) che definiva il "primo cuoio capelluto per Custer".
Le dimostrazioni di abilità di tiro erano comunemente una parte del programma. Grandi prodezze di abilità venivano messe in mostra usando fucili, fucili a pompa e revolver. La maggior parte degli attori erano bravi tiratori, ma molti erano particolarmente esperti.
Anche gli animali partecipavano allo spettacolo attraverso l'intrattenimento da rodeo. Negli eventi di rodeo, cowboy come Lee Martin avrebbero provato a legare e cavalcare i broncos, cavalli che tendono a disarcionare i loro cavalieri. Altri animali selvatici che veniva tentato di cavalcare erano muli, bufali, manzi del Texas, alci, cervi e orsi. Lo spettacolo mostrava anche delle cacce messe in scena come sarebbero state sulla frontiera, e accompagnate da una delle poche mandrie di bufali rimaste al mondo.
Le gare erano un'altra forma di intrattenimento impiegata nello spettacolo del selvaggio West. Si svolgevano molte gare diverse, comprese quelle tra cowboy, messicani e indiani, una corsa a piedi di 100 metri tra pony indiani e nativi americani, una gara tra ragazzi Sioux sui pony indiani senza sella,  gare tra purosangue messicani e persino una gara tra Lady Riders.

## Altri spettacoli

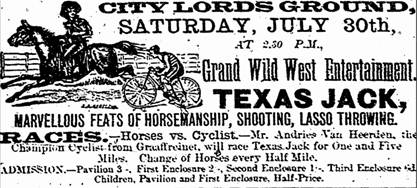
Lo spettacolo del Texas Jack's Wild West è stato in tournée in Sud Africa con Will Rogers

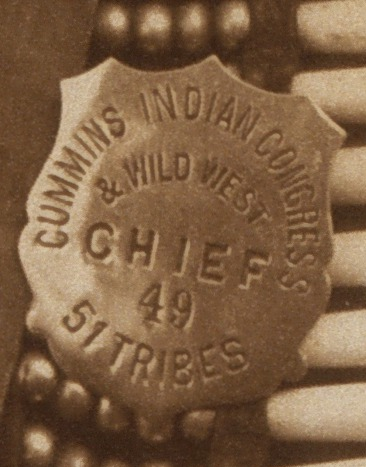
Distintivo della stella rossa del capo del Cummin's Indian Congress e Wild West Show

Nel tempo vennero sviluppati diversi spettacoli del selvaggio West. Tra questi: Wild West di Bee Ho Gray, Texas Jack's Wild West, Pawnee Bill's Wild West, Jones Bros., Buffalo Ranch Wild West, Congresso indiano di Cummin e spettacolo Wild West e Buckskin Joe.
Il 101 Ranch Wild West Show con afroamericani come Bill Pickett, il famoso bulldogger e suo fratello Voter Hall che si pubblicò come un "Feejee Indian from Africa".
I fratelli Esquivel di San Antonio.

## Artisti

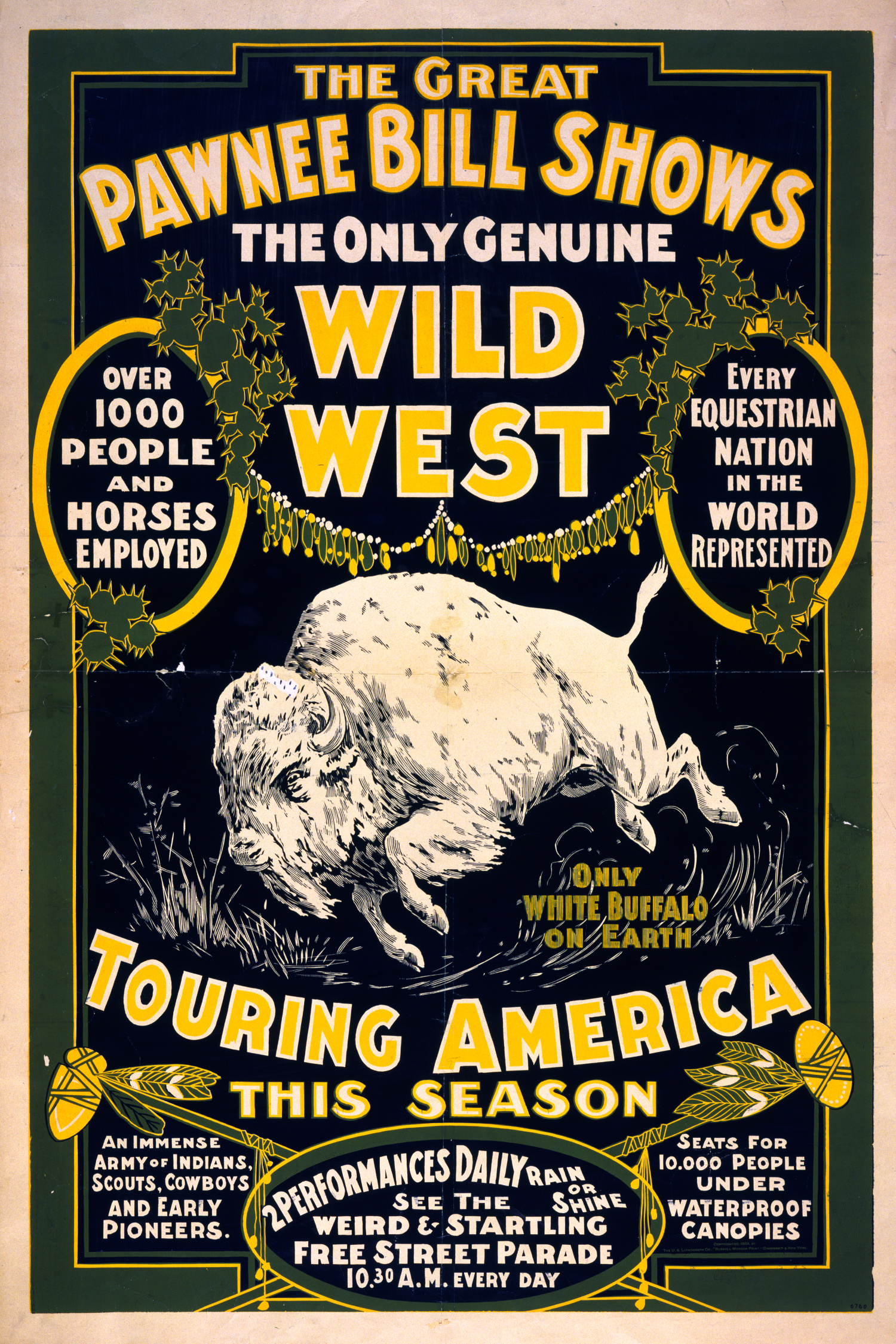
Poster per The Great Pawnee Bill Shows, 1903.

Gli spettacoli del selvaggio West impiegavano fino a 1.200 artisti contemporaneamente (cowboy, scout, indiani, militari, messicani e altri) e un gran numero di animali tra cui bufali e longhorn del Texas. Alcuni degli uomini famosi che presero parte allo spettacolo furono Will Rogers, Tom Mix, Pawnee Bill, James Lawson, Bill Pickett, Jess Willard, Mexican Joe, Capt. Adam Bogardus, Buck Taylor, Ralph e Nan Lohse, Antonio Esquibel, Cap. Waterman e il suo Trained Buffalo e Johnny Baker. Johnny Baker era soprannominato il "Cowboy Kid" e considerato la controparte maschile di Annie Oakley. Alcuni famosi cowboy che parteciparono agli eventi furono Buck Taylor (soprannominato "The First Cowboy King"), Bronco Bill, James Lawson ("The Roper"), Bill Bullock, Tim Clayton, Coyote Bill e Bridle Bill.
Anche le donne erano una parte importante degli spettacoli del selvaggio West e attiravano molti spettatori. Una di queste artiste era Annie Oakley che per la prima volta ottenne il riconoscimento come tiratore scelto quando sconfisse Frank Butler, un tiratore professionista all'età di 15 anni, in una gara di tiro. Divenne un'attrazione dello spettacolo Wild West di Buffalo Bill per 16 anni. Annie veniva annunciata nello spettacolo come "Miss Annie Oakley, la Peerless Lady Wing-Shot".
Calamity Jane era un'altra illustre attrice. Era una famigerata donna di frontiera che fu oggetto di molte storie selvagge, molte delle quali inventate da lei stessa. Nello spettacolo, era un'abile amazzone ed esperta manipolatrice di fucili e revolver. Calamity Jane apparve in spettacoli del selvaggio West fino al 1902, quando sarebbe stata licenziata per aver bevuto e litigato.

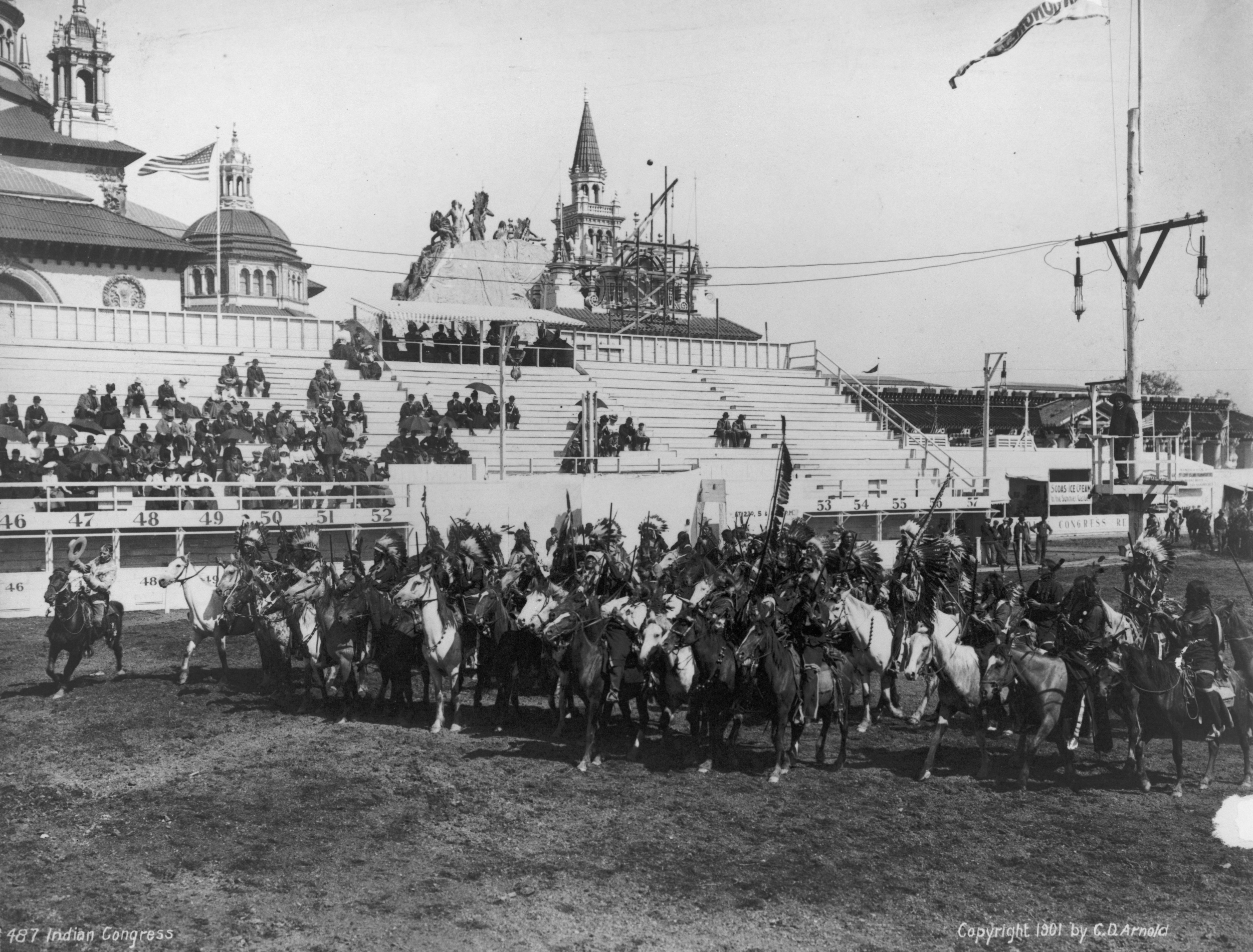
Un folto gruppo di nativi americani a cavallo durante un Congresso indiano Cummins e spettacolo del selvaggio West alla mostra panamericana, Buffalo, NY c.1901

Altre donne degne di nota nel settore furono Tillie Baldwin, May Lillie, Lucille Mulhall, Lillian Smith, Bessie e Della Ferrel, Luella-Forepaugh Fish le Kemp Sisters e Texas Rose come annunciatrice.
Show Indians - attori in gran parte provenienti dalle Nazioni delle Pianure, come il popolo Lakota - facevano anche parte degli spettacoli del selvaggio West. Venivano assunti per partecipare a "gare indiane" in quelle che sarebbero state battaglie storiche, e spesso apparivano in scene di attacco contro i bianchi in cui venivano incoraggiati ad agire con "ferocia". Gli spettacoli "generalmente presentavano i nativi come selvaggi esotici, inclini a riti bizzarri e violenze crudeli".  Le donne native erano vestite con abiti non tradizionali come copricapi e corazze da uomo, combinati con abiti immodesti come pantaloncini di pelle, nessuno dei quali sarebbe mai stato indossato nella realtà.  Eseguivano anche quella che fu definita "la Sioux Ghost Dance".
Il Capo Toro Seduto entrò a far parte dello spettacolo Wild West di Cody per un breve periodo e fu un'attrazione da star insieme ad Annie Oakley. Durante la sua permanenza nello spettacolo, Toro Seduto fu presentato al presidente Grover Cleveland. Era amico di Buffalo Bill e apprezzava molto il cavallo che gli era stato donato quando lasciò lo spettacolo.
Altri nomi noti dei nativi americani che si esibirono nello spettacolo furono Nuvola Rossa, Capo Giuseppe, Geronimo e lo scout di Modoc War Donald McKay.

## Influenza ed eredità
Gli spettacoli Western generarono interesse per l'intrattenimento occidentale. Ciò è ancora evidenziato nei film western, nei rodei moderni e nei circhi. I film western, nella prima metà del XX secolo, colmarono il vuoto lasciato dagli spettacoli del selvaggio West. Il primo vero western, The Great Train Robbery, fu realizzato nel 1903, seguito da migliaia di persone. Negli anni 1970 gli Spaghetti Western, un genere di film sul vecchio West americano realizzati in Europa, divennero molto comuni.

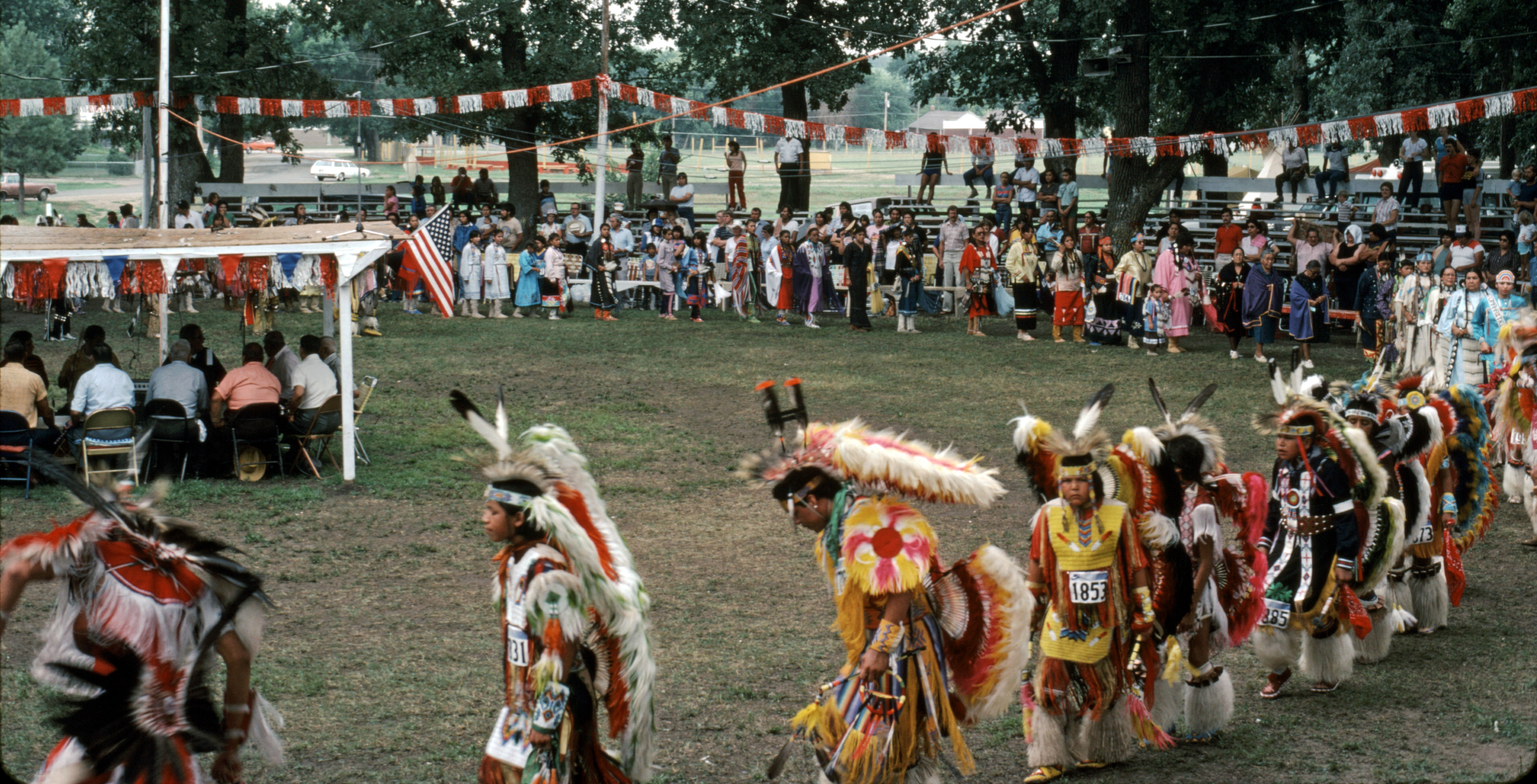
I popoli nativi hanno una moderna cultura pow-wow.

I rodei contemporanei esistono ancora oggi, impiegando ancora gli stessi eventi e abilità dei cowboy degli spettacoli del selvaggio West. I Wild Westers si esibiscono ancora in film, powwow, spettacoli e rodei. Rimane un interesse per i popoli nativi in gran parte degli Stati Uniti e dell'Europa, compreso un interesse per la cultura pow-wow dei nativi. Alcuni eventi sono aperti a turisti esteri che sono in grado di osservare le abilità tradizionali dei nativi americani: cultura del cavallo, danze cerimoniali, cibo, arte, musica e artigianato, mentre altri powwow sono eventi chiusi solo ai membri della comunità nativa.
Ci sono diversi progetti nazionali in corso che celebrano il selvaggio West. La Collezione di Storia Fotografica del Museo Nazionale di Storia Americana presso lo Smithsonian Institution conserva ed espone le fotografie di Gertrude Käsebier, così come molte altre di fotografi che hanno catturato le esposizioni del selvaggio Westing.
Il Centro risorse della Carlisle Indian School della Cumberland County Historical Society a Carlisle, Pennsylvania, ospita una vasta collezione di materiali d'archivio e fotografie della Carlisle Indian School. Nel 2000, il Comitato per il 250º anniversario della contea di Cumberland ha lavorato con i nativi americani di numerose tribù e non nativi per organizzare un powwow nel Memorial Day per commemorare la Carlisle Indian School, gli studenti e le loro storie.